# Joe Trohman

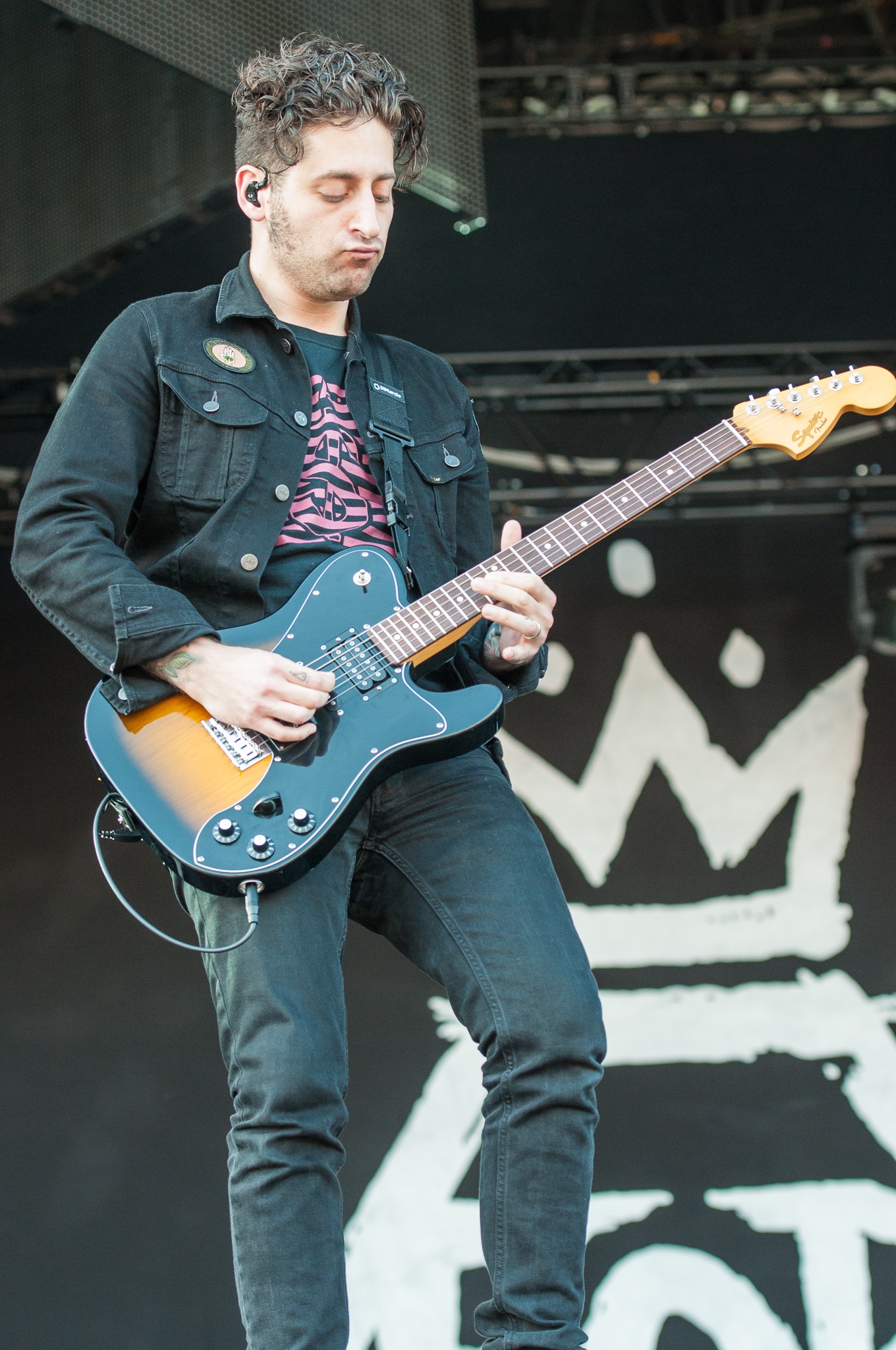
Joe Trohman (2014)

Joseph Mark „Joe“ Trohman (* 1. September 1984 in Hollywood, Florida) ist ein US-amerikanischer Gitarrist. Er ist Mitglied der Rockbands The Damned Things und Fall Out Boy.

## Biografie
Joe Trohman wuchs in South Russel, östlich von Cleveland, Ohio, auf. Im Alter von zwölf Jahren zog er in die Vorstadtgegend von Chicago und besuchte dort die Washburne Middle School. Während dieser Zeit spielte er in einigen Bands mit. Danach ging er auf die New Trier Township High School und spielte den Bass in der Band Arma Angelus. Dort lernte er Pete Wentz kennen, mit dem er später Fall Out Boy gründete. Zuvor jedoch spielten die beiden zusammen in verschiedenen Bands. Durch die vielen Misserfolge kamen sie jedoch auf die Idee, eine eigene Band zu gründen. Joe lernte Patrick Stump kennen und stellte diesen Pete Wentz vor, woraufhin er schließlich in die Band aufgenommen wurde.
Bei der Ankündigung des achten Fall Out Boy-Albums erklärte Trohman, aufgrund seiner psychischen Verfassung, eine Auszeit zu nehmen, jedoch plane später zur Band zurückzukehren. 
Trohman heiratete 2011 und wurde 2014 Vater einer Tochter.     